# Angus Young
Angus McKinnon Young, född 31 mars 1955 i Glasgow, är en skotsk-australisk gitarrist och kompositör i det australiska rockbandet AC/DC, grundat 1973 av honom och den äldre brodern Malcolm Young.
Angus Youngs gitarrstil bygger främst på bluesskalan och är influerad av gitarrister som Chuck Berry, Muddy Waters, Leslie West, B.B. King och andra blues/rock'n'roll-gitarrister. Young har i sin tur inspirerat en lång rad andra gitarrister. Young är känd för sina vilda och energiska framträdanden och för att han uppträder i skoluniform.

## Biografi
Angus Young är yngst av åtta barn till föräldrarna William och Margaret Young. Han föddes i Glasgow i Skottland och flyttade 1963 till Sydney i Australien med sina föräldrar och äldre bröder Malcolm, George och Alex, som alla blev musiker samt den äldre systern Margaret som är den som kom på namnet AC/DC (växelström/likström) efter att ha läst det på en symaskin. När Angus var fem år började han spela gitarr och hans första gitarr var akustisk.

### AC/DC
Som tonåring spelade Young i ett band vid namn Kantuckee och 1973 vid 18 års ålder grundade han tillsammans med sin 20-årige bror Malcolm AC/DC. Angus spelade leadgitarr medan Malcolm spelade rytmgitarr. Colin Burgess spelade trummor, Larry Van Kriedt bas och Dave Evans sjöng.
Deras första singel "Can I Sit Next To You Girl" spelades senare in med Evans ersättare Bon Scott.
Angus Young använde i början flera olika scenkostymer, som Spindelmannen, Zorro, en gorilla och en Stålmannenparodi vid namn Super-Ang, innan han började med sin välkända skoluniform.
För att matcha hans image berättade bandet för både allmänheten och pressen att Young föddes 1959, inte 1955. Den ursprungliga uniformen ska ha kommit från hans skola i Sydney, och ett rykte säger att han inte hade tid att byta kläder mellan skolan och bandets övande och därför helt enkelt hade skoluniformen på sig.

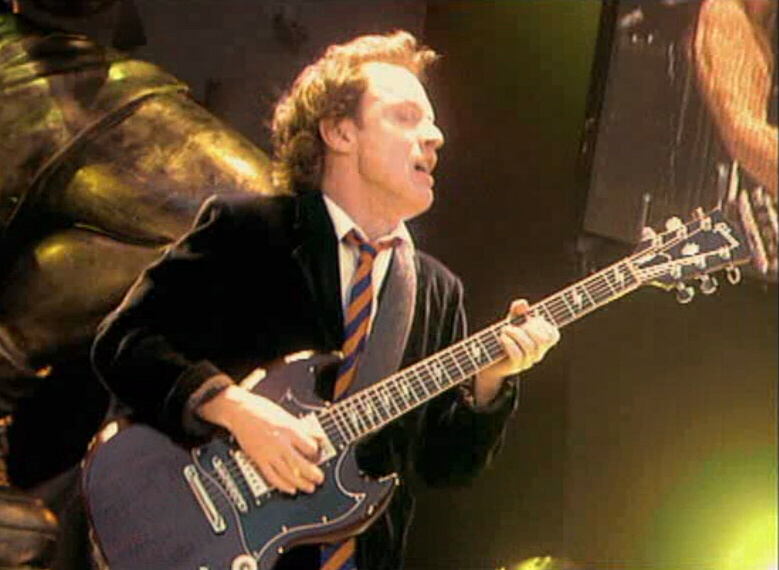
Angus Young i Tyskland 2001

Även om Young föredrar att inte tala om sitt privatliv till media är det känt att han bor i Sydney och har en bostad i Aalten i Nederländerna, där hans hustru Ellen van Lochem växte upp. 
Young gifte sig med henne 1980.
AC/DC invaldes 2003 i The Rock and Roll Hall of Fame.
I augusti 2006 mottog Young tidningen Kerrang!s Legend Award med motiveringen att AC/DC är "ett av de viktigaste och mest inflytelserika rockbanden i historien".

## Utrustning
Young spelar alltid på en svart eller röd Gibson SG, och har numera också en signaturmodell. 2003 jammade AC/DC låten "Rock me Baby" tillsammans med Rolling Stones, då Young lånade en Gibson ES-355 av Keith Richards
Övrig utrustning är nästan alltid en Marshall topp av Plexi-typ. Angus Young ogillar effektpedaler av den enkla anledningen att ju fler prylar desto mer är det som kan gå fel.

## Scenframträdande

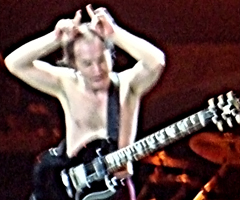
Angus Young gör sina djävulshorn i Globen, 22 februari 2009

Young är alltid vild och energisk när AC/DC spelar inför publik; han hoppar och springer fram och tillbaka på scenen, medan han spelar gitarr. Förr brukade han hoppa upp på Bon Scotts rygg, och den senare tog sig fram bland publiken, medan Young spelade ett förlängt gitarrsolo, ofta i låten "Rocker".
Young brukar göra "Duckwalk", inspirerat av Chuck Berry. Det går ut på att han hoppar på ett ben medan han rör det andra benet fram och tillbaka. Han brukar dessutom ligga på golvet där han sparkar och snurrar sig själv runt i cirklar - medan han spelar gitarr, det kommer från en gång då han snubblade på en kabel men fortsatte att spela.
Han brukar även "strippa", så till vida att han klär av sig inpå bara underkläderna, vilka ofta har ett motiv i form av flaggan till det land de är på besök i.
När bandet spelar "Highway To Hell" brukar han även göra djävulshorn med fingrarna.